# Nikołaj Papiwin
Nikołaj Filippowicz Papiwin (ros. Никола́й Фили́ппович Папи́вин, ur. 1 grudnia?/14 grudnia 1903 w Klinie, zm. 19 kwietnia 1963 w Tbilisi) – radziecki dowódca wojskowy, generał pułkownik lotnictwa, Bohater Związku Radzieckiego (1945).

## Życiorys
W 1916 skończył szkołę wiejską, 1916–1918 pracował w fabryce, a 1918–1920 jako robotnik remontowy na stacji kolejowej, od grudnia 1920 służył w Armii Czerwonej. Był politrukiem batalionu wojsk kolejowych, 1924 ukończył 1 Zjednoczoną Szkołę Wojskową w Moskwie, 1924–1927 służył w Uralskim Okręgu Wojskowym jako dowódca plutonu i pomocnik dowódcy kompanii, a od 1927 w Siłach Wojskowo-Powietrznych, ukończył Leningradzką Wojskowo-Teoretyczną Szkołę Sił Wojskowo-Powietrznych, a w 1929 wojskową szkołę lotników w Borisoglebsku, po czym został skierowany do lotnictwa Białoruskiego Okręgu Wojskowego jako młodszy lotnik, potem dowódca klucza, dowódca i komisarz samodzielnego oddziału lotniczego. W 1933 ukończył kursy doskonalenia kadry dowódczej przy Akademii Wojskowo-Powietrznej im. Żukowskiego i został dowódcą i komisarzem samodzielnego korpusowego oddziału lotniczego, w październiku 1935 dowódcą eskadry lekkich bombowców, później pomocnikiem dowódcy brygady lekkich bombowców, od sierpnia 1939 do sierpnia 1940 dowodził 65 Brygadą Lekkich Bombowców, następnie 1 Rezerwową Brygadą Lotniczą, 29 października 1941 otrzymał stopień generała majora lotnictwa. Od czerwca 1942 brał udział w wojnie z Niemcami, od czerwca do sierpnia 1942 dowodził 264 Szturmową Dywizją Lotniczą, od 16 września 1942 do 26 maja 1943 był zastępcą dowódcy, potem dowódcą 3 Armii Powietrznej. Walczył na Froncie Leningradzkim, Kalinińskim, 1 Nadbałtyckim i 3 Białoruskim, dowodził działaniami bojowymi 3 Armii Powietrznej w operacji smoleńskiej, newelsko-gorodokskiej, witebskiej (luty-marzec 1944), białoruskiej, nadbałtyckiej, wschodniopruskiej i królewieckiej, 28 września 1943 został mianowany generałem porucznikiem, a 19 sierpnia 1944 generałem pułkownikiem lotnictwa. Po wojnie nadal dowodził 3 Armią Powietrzną, od 25 maja 1946 do 12 stycznia 1949 dowodził 10 Armią Powietrzną na Dalekim Wschodzie, od 12 stycznia do 22 października 1949 był zastępcą Głównodowodzącego Siłami Wojskowo-Powietrznymi ZSRR, a od 22 października 1949 do 16 maja 1953 zastępcą dowódcy 30 Armii Powietrznej Nadbałtyckiego Okręgu Wojskowego. W 1952 ukończył wyższe kursy akademickie przy Wyższej Akademii Wojskowej im. Woroszyłowa, od 8 marca 1954 do 16 lutego 1955 dowodził Siłami Wojskowo-Powietrznymi Taurydzkiego Okręgu Wojskowego, a od 16 lutego 1955 do kwietnia 1961 34 Armią Powietrzną Zakaukaskiego Okręgu Wojskowego, następnie zakończył służbę wojskową. Zginął w wypadku lotniczym. Został pochowany na Cmentarzu Nowodziewiczym.

## Odznaczenia
- Złota Gwiazda Bohatera Związku Radzieckiego (19 kwietnia 1945)
- Order Lenina (dwukrotnie – 19 kwietnia 1945 i 6 maja 1946)
- Order Czerwonego Sztandaru (trzykrotnie – 23 listopada 1942, 3 listopada 1944 i 15 listopada 1950)
- Order Suworowa  I klasy (19 sierpnia 1944)
- Order Kutuzowa I klasy (22 września 1943)

I medale.